# MLTP: MultiLingual Text Processor
MTMineR（Multilingual Text Miner with R；エム・ティ・マイナー）は，テキスト計量分析の研究と教育のために，約20 年前から開発し続けているフリー・ソフトウェアである．
これは日本語，中国語，韓国語，英語，ドイツ語などのテキストから計量分析に必要となる要素を集計し，R をバックで動かして統計分析を行うツールである．すべての操作は，マウスを用いたメニュー操作，オプションの指定，実行のボタンを押すことで結果が出力されるように設計されている．
主な機能としては，データの前処理機能，計量分析に必要な構成要素の集計と検索機能，集計したデータの可視化方法，主成分分析，対応分析，クラスター分析などの統計的データ分析方法，トピックモデル，サポートベクターマシン，ランダムフォレストなどの最新の機械学習法が実装されている.
MTMineR は市販のテキストマイニングツールでは実装されていない言語学や文体科学の研究に必要な機能を多数備えている．